# Oravecz Pál
Oravecz Pál, teljes nevén Oravecz Pál János József Emil (Budapest, Terézváros, 1895. május 7. – Budapest, Józsefváros, 1962. augusztus 24.) fogorvos, egyetemi tanár, az orvostudományok kandidátusa (1952).

## Élete
Oravecz Pál (1870–1943) főszámtanácsos és Kullmann Ilona (1874–1961) első gyermekeként született evangélikus családban. Négy testvére született: Oravecz Ilona (1897–1945), férjezett Szuchovszky Lajosné, Oravecz Andor (1900–1910), Oravecz Ödön (1902–1910) és Oravecz István (1904–1972) sebészfőorvos.
Középiskolai tanulmányait a Budapesti Evangélikus Főgimnáziumban végezte (1905–1913). A budapesti Pázmány Péter Tudományegyetem Orvostudományi Karán 1921-ben szerezte meg orvosi oklevelét. Pályáját a budapesti Stomatológiai Klinikán kezdte, ahol tíz éven át dolgozott díjtalan gyakornokként, majd az utolsó négy évben tanársegédként. Oklevelének megszerzése után magángyakorlatot is folytatott Budapesten. 
A Rockefeller Alapítvány ösztöndíjával, a kultuszminiszter ösztöndíjával, a Magyar Fogorvosok Egyesületének díjával és saját költségén járta Ausztria, Németország, Franciaország, Anglia, Olaszország, Hollandia, Dánia, Svédország, Finnország, Észtország és Lettország minden számottevő fogászati iskoláját. 
A Magyar Fogorvosok Egyesületének 1926. január 4-iki közgyűlésén megválasztották a Simon Béla lemondásával megüresedett főtitkári tisztségre. 1931-ig töltötte be a tisztséget, és ez idő alatt kiépítette az Egyesület vidéki fiókjait. 
1928–1929-ben megszervezte a vidéki iskolafogorvosi intézményt és 1935-ben az első hazai iskolafogorvosi továbbképző tanfolyamot. 1936-ban mint magyarországi szakreferenst meghívták a bécsi nemzetközi fogorvoskongresszusra előadónak. 
1933 és 1945 között a Stefánia Gyermekkórház Fogászati Osztályának díjtalan főorvosa volt. Az 1936/1937. tanévben a pécsi Erzsébet Tudományegyetem Orvostudományi Karán megbízást kapott előadások tartására, valamint a felállítandó járóbeteg rendelés megszervezésére.  
1938-ban a fogászat kór- és gyógytana című tárgykörből magántanárrá habilitálták, s ugyanebben az évben megszervezte a pécsi Stomatológiai Klinikát, melynek megbízott vezetője lett. 1939-ben az Országos Szakorvosképesítő Bizottság rendes tagjává nevezték ki. 
1946-ban egyetemi nyilvános rendkívüli tanári címet, 1948-ban nyilvános rendes tanári címet kapott. 1948-tól a Pécsi Tudományegyetem Orvostudományi Kar (1951-től Pécsi Orvostudományi Egyetem) Stomatológiai Klinikájának igazgatója.
Széleskörű szakirodalmi tevékenysége elsősorban a gyermek- és iskolafogorvosi tudományos kutatásokat ölelte fel.
Hamvait a budapesti Farkasréti temetőben helyezték nyugalomra.    

### Családja
Felesége Brett Margit (1894–1971) volt, Brett Zsigmond és Kassai Sarolta lánya, akivel 1923. június 20-án Budapesten kötött házasságot.

## Művei
- Az iskolafogorvosi intézmény mai állása Középeurópa országaiban. (Fogorvosi Szemle, 1926, 12.)
- Az önthető porcelánbetétek (Inlayk). (Orvosképzés, 1930, 2.)
- A fogorvoslás rövid története. (Fogorvosi Szemle, 1933, 5.)
- A tejfogakon fellépő circularis caries, mint a tuberculosis, rachitis és exsudativ diathesis egyik kórjelző tünete. (Orvosképzés, 1934, 2.)
- A «Poupon» használatának jelentősége, tekintettel a fogelrendeződési anomáliák prophylaxisára. (Orvosképzés, 1934, 2.)
- Nyelvöncsonkítás ritka esete kisgyermeknél, s annak gyógyítására szolgáló készülék. (Fogorvosi Szemle, 1934, 6.)
- Új gyökértömő paszta és gyökértömő műszer a gyermekfoggyógyászatban. (Fogorvosi Szemle, 1935, 1.)
- A gyermekfogak gyökérkezelésének tízparancsolata. (Fogorvosi Szemle, 1935, 9.)
- A szájüreg ipari megbetegedései. (Fogorvosi Szemle, 1935, 11.)
- A belső elválasztású mirigyek hatása a gyermek fogfejlődésére. (Fogorvosi Szemle, 1938, 1.)
- Érdekes fejlődési rendellenesség a gyermek fogazatán és annak műtéti correctiója. (Orvosképzés, 1941, 1.)
- A gyermekfogak kezelésének preventív és racionális irányelvei. (Orvosképzés, 1944, 1.)
- Klinikai tapasztalatok a stomatitis ulcerosa kezelésében. (Fogorvosi Szemle, 1948, 7.)
- A gyermekfogászat (iskolafogászat) bevezetése falun. (Fogorvosi Szemle, 1950, 5.)
- Az iskoláskorú gyermekek gyakoribb szájnyálkahártya megbetegedései. (Fogorvosi Szemle, 1952, 6.)
- Gyermekfogászat, fogszabályozás, iskolafogászat. Varga Istvánnal, Schranz Dénessel, Huszár Györggyel. Budapest, 1954
- Foggóc vizsgálatok pécsi iskolás gyermekeken, különös tekintettel a tejfogakra. (Fogorvosi Szemle, 1954, 8.)
- A herpangina. (Fogorvosi Szemle, 1956, 1.)
- Beszámoló a Baranya megyei Gyód községben végzett fogászati vizsgálatok eredményeiről. (Fogorvosi Szemle, 1957)
- Vizsgálati adatok a gingivitis gravidarum kórisméjéhez. (Fogorvosi Szemle, 1957, 1–2.)
- Gyermekfogászat és a gyermekkori fogászati megbetegedések megelőzése. Budapest, 1959
- A táplálkozás és a szájhygiene szerepe baranyamegyei óvodáskorú gyermekek caries frequentiájának alakulásában. (Fogorvosi Szemle, 1959, 2.)